# 2012 VR113
2012 VR113, também escrito como 2012 VR113, é um objeto transnetuniano que está localizado no Cinturão de Kuiper, uma região do Sistema Solar. Ele é classificado como um twotino, pois, o mesmo está em uma ressonância orbital de 1:2 com o planeta Netuno. Ele possui uma magnitude absoluta de 6,6 e tem um diâmetro estimado de cerca de 211 km. O astrônomo Mike Brown lista este corpo celeste em sua página na internet como um candidato a possível planeta anão.

## Descoberta
2012 VR113 foi descoberto no dia 15 de novembro de 2012 pelo The Dark Energy Survey.

## Órbita
A órbita de 2012 VR113 tem uma excentricidade de 0,169 e possui um semieixo maior de 47,569 UA. O seu periélio leva o mesmo a uma distância de 39,537 UA em relação ao Sol e seu afélio a 55,601 UA.